# Laelia testacea
Laelia testacea är en fjärilsart som beskrevs av Moore 1879. Laelia testacea ingår i släktet Laelia och familjen tofsspinnare. Inga underarter finns listade i Catalogue of Life.